# Кріовулканізм

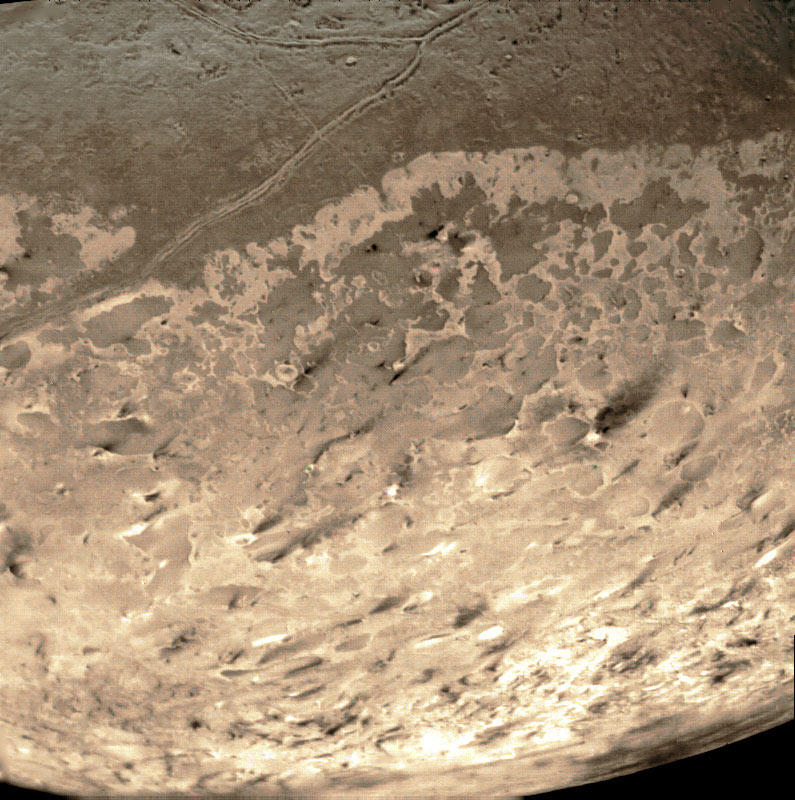
Знімок Тритона з космічного апарата «Вояджер-2» (1989). Темні плями — сліди виверження кріовулканів.

Кріовулкані́зм — вид вулканізму на деяких планетах та інших небесних тілах в умовах вкрай низьких температур довкілля. Замість розплавлених скельних порід кріовулкани вивергають воду, аміак, метан у рідкому або газоподібному стані.
Вперше кріовулканізм було виявлено на супутнику Нептуна Тритоні під час прольоту «Вояджера-2». Поблизу південної полярної шапки супутника було помічено кілька темних плям. Як з'ясувалося, це були газові струмені, що вириваються з жерл кріовулканів. На висоті близько 8 км вони згинаються і витягуються у довгі шлейфи (до 150 км).
Подібні явища було виявлено на Марсі, на супутниках Сатурна Енцеладі та, ймовірно, Титані, а також, можливо, на Плутоні.